# Parco nazionale del Gombe Stream
Il Parco nazionale del Gombe Stream è un'area naturale protetta della Tanzania, istituita nel 1968.

## Territorio
È il più piccolo parco nazionale della Tanzania: occupa una area di 52 km2 attraversata dal torrente Gombe, vicino alle rive del Lago Tanganica. Situato originariamente in una area di foresta tropicale, oggi il parco è circondato da campi di manioca, piantagioni di palma da olio e insediamenti umani.

## Fauna
Fu istituito nel 1968, grazie all'intervento dalla primatologa Jane Goodall, per proteggere una popolazione di alcune migliaia di scimpanzé (Pan troglodytes), di cui oggi sopravvivono meno di un centinaio di esemplari. Tra le altre specie di primati presenti vi sono il babbuino verde (Papio anubis), il cercopiteco nasobianco (Cercopithecus ascanius), il cercopiteco dal diadema (Cercopithecus mitis), il cercopiteco verde (Cercopithecus aethiops), il colobo rosso (Piliocolobus badius) e il galagone gigante (Otolemur crassicaudatus).

## Curiosità
Il parco è noto per l'omonimo conflitto, noto anche come guerra dei quattro anni del Gombe, un violento scontro che ha visto contrapporsi per quattro anni due comunità di scimpanzé: Kasakela e Kahama, che occupavano rispettivamente le regioni nord e sud del parco.